# 托马斯·提格
托马斯·提格（Thomas M. Tigue，1945年8月24日—2016年2月1日），是一名宾夕法尼亚州众议院民主党议员。

## 生平
1964年，毕业于圣约翰高中，后在宾夕法尼亚州国王学院毕业，1968年获得本科学位。他效力于美国海军，并参加越南战争，获得银星勋章。之后他供职于海兵队予备役长达27年，随后在玛丽伍德大学攻读研究生学位。他担任宾州东斯特劳斯堡大学立法成员及皮茨顿教区委员会成员。
1980年，他首次当选宾夕法尼亚州众议院第118选区议员，进入宾夕法尼亚州众议院。在任期间，他担任退伍军人事务部和应急准备委员会的民主党主席，期间他致力于推动《军人家庭救灾援助计划》（Military Family Relief Assistance Program），旨在对军事人员在军事活动中，其家属能够获得财政支持。此外，他也通过立法授权州长能够召集宾夕法尼亚州国民警卫队执行州内紧急任务。他在2006年宾夕法尼亚州众议院选举之前退休。
2006年12月，他担任特拉华河海企业委员会管理主任。2007年7月，他被邀请进入宾夕法尼亚州军队和退伍军人事务部名人堂。同年他试图进入卢塞恩县委员会，以取代即将退休的托蒂·万德海德，然而在普通诉讼法庭上，提格却被前任委员长罗斯·塔克以5:4击退。
2016年2月1日，他因肺癌晚期去世。

## 勋章
|  | 银星勋章 |